# Daniel Santacruz
Daniel Santacruz (Nueva Jersey, 23 de noviembre de 1976) es un músico, cantante, productor y compositor dominicano, nacido en Estados Unidos. A lo largo de su carrera Santacruz ha sido merecedor de varios premios[cita requerida] y reconocimientos incluyendo el Latin Grammy.

## Biografía

### Primeros años
Daniel Santacruz, de padre cubano y madre dominicana nació en la ciudad de New Jersey.[cita requerida] Siendo aún muy pequeño se traslada con sus padres a Santo Domingo donde crece y se siente atraído por la música. Es el segundo de tres hermanos, Sergio y Emanuel Cruz: Manny Cruz quien también es cantante.

### Carrera musical
Su carrera empieza en República Dominicana en 1996 como miembro del Grupo de Meren-House Massa. Luego forma parte de la banda de Merengue Rikarena, en donde permanece varios años. En este período incursiona también en grabaciones de estudio como corista y voz de comerciales. En el año 2000 forma parte del coro de la Iglesia MQV por dos años de la mano de Juan Luis Guerra.
En el 2003 produce junto a Ambiorix Francisco su primer disco como solista: Por un beso, ganándole una nominación a Premio Lo nuestro como artista revelación del año.[cita requerida]
A finales del 2008 lanza el álbum Radio Rompecorazones producido por el propio Santacruz junto Alejandro Jaén, del que se desprende el sencillo: «¿Adónde va el amor?». Este álbum le abre las puertas en países como España, Italia, Argentina y Chile en donde crecía la fiebre por la Bachata a la par de su carrera.
En el 2009, obtiene dos nominaciones al Grammy Latino en su décima entrega, Mejor Álbum Tropical contemporáneo y Mejor Canción Tropical.[cita requerida] Su disco Bachata Stereo vuelve a ser nominado como Mejor álbum tropical contemporáneo en la duodécima edición del prestigioso premio en 2011.[cita requerida]
En el 2014 ve la luz su álbum de estudio: Lo dice la gente. En este álbum Daniel incursiona además de la Bachata en el género Kizomba y lanza la canción Lento, canción que se convirtió en un hit mundial y cuenta con más de 160 millones de visualizaciones en Youtube.
Toda la vida, su quinto álbum, llega en el 2016 como un tributo a la carrera del cantante mexicano Emmanuel. El mismo incluye canciones como «Toda la vida», «El día que puedas», «Quiero dormir cansado». El disco obtuvo una nominación al Latin Grammy como Mejor Álbum Tropical.[cita requerida]
Momentos de cine, su sexto álbum, sale a la luz en mayo del 2018. El mismo contiene 17 canciones a ritmo de Bachata y Kizomba y le permitió recibir otra nominación al Latin Grammy.
El 2020 trajo consigo su séptimo álbum: Larimar. Un álbum que lleva a Santacruz a sus raíces y lo re-conecta con el Merengue. Larimar fue premiado en los Latin Grammys 2020 como Mejor álbum de Merengue y/o Bachata.

## Compositor
Además de su carrera como solista, Daniel Santacruz es un compositor de grandes hits para otros artistas dentro de la música Tropical y el Pop Latino.
Entre los artistas que han grabado canciones de Daniel Santacruz se encuentran: Monchy y Alexandra, Prince Royce, Shakira, Carlos Rivera, Luciano Pereyra, Ha*Ash, Akon, Víctor Manuelle, Reik, Gerardo Ortiz,Ephrem J, Alejandro Jaen, El Torito, Ilegales, Manny Cruz,Grupo Extra, Frank Reyes, MDO, Eddy Herrera,Luciana Abreu,Olga Tañón, Los Hermanos Rosario, Tito Rojas,Milly Quezada, José Feliciano, Frank Ceara,Fernando Villalona, entre otros.[cita requerida]

## Influencias
Sus influencias musicales van desde Wilfrido Vargas, Johnny Ventura, Fernando Villalona y Juan Luis Guerra hasta  Luis Miguel, Elvis Presley y Julio Iglesias. Aunque Daniel ha citado en varias ocasiones que su mayor influencia es su madre, Milagros Sánchez, quién desde muy niño le cantaba boleros y le hacía entrevistas imaginarias con un pequeño grabador. Su padre, Sergio Cruz, lo introdujo a la música clásica y a la música anglo de los 50 y 60. Las primeras notas las conoce de su abuela materna Ana Zulema Victoria quien era pianista y a su vez maestra de piano.

## Discografía
- 2003 – Por un beso
- 2008 – Radio Rompecorazones
- 2011 – Bachata Stereo
- 2014 – Lo dice la gente
- 2016 – Toda la vida
- 2018 – Momentos de cine
- 2020 – Larimar
- 2024 - La luna sobre el mar Caribe

## Premios y nominaciones

### Premios Grammy Latino
| Año  | Categoría                     | Trabajo Nominado     | Resultado |
| ---- | ----------------------------- | -------------------- | --------- |
| 2009 | Álbum Tropical Contemporáneo  | Radio Rompecorazones | Nominado  |
| 2009 | Canción Tropical              | Adónde Va El Amor    | Nominado  |
| 2011 | Álbum Tropical Contemporáneo  | Bachata Stereo       | Nominado  |
| 2016 | Álbum Tropical Contemporáneo  | Toda La Vida         | Nominado  |
| 2016 | Canción Tropical              | La Carretera         | Nominado  |
| 2017 | Canción Tropical              | Deja Vu              | Nominado  |
| 2018 | Álbum Tropical Contemporáneo  | Momentos De Cine     | Nominado  |
| 2020 | Álbum De Merengue y/o Bachata | Larimar              | Ganador   |

### Premio Lo Nuestro
| Año  | Categoría                | Trabajo Nominado | Resultado |
| ---- | ------------------------ | ---------------- | --------- |
| 2004 | Nuevo Artista Tropical   | Daniel           | Nominado  |
| 2007 | Canción Tropical Del Año | No Es Una Novela | Ganador   |
| 2013 | Canción Tropical Del Año | Incondicional    | Ganador   |
| 2016 | Canción Tropical Del Año | Soy El Mismo     | Ganador   |

### Premios Soberano
| Año  | Categoría          | Trabajo Nominado | Resultado |
| ---- | ------------------ | ---------------- | --------- |
| 2017 | Compositor Del Año | Daniel Santacruz | Ganador   |
| 2017 | Álbum Del Año      | Toda La Vida     | Nominado  |
| 2018 | Compositor Del Año | Daniel Santacruz | Ganador   |
| 2019 | Merengue Del Año   | No Me Lo Creo    | Nominado  |
| 2020 | Compositor Del Año | Daniel Santacruz | Nominado  |
| 2020 | Álbum Del Año      | Larimar          | Nominado  |